# هلكونية
الهِلْكُونية أو فراشات طويلة الجناح (الاسم العلمي: Heliconiinae)، فُصيلة فراشات من حرشفيات الأجنحة وفصيلة الحورائيات. تضم بين 45 و50 جنسًا.